# Nati nel 1105
| Questa pagina contiene informazioni ricavate automaticamente dalle voci biografiche con l'ausilio del template Bio e di un bot. L'aggiornamento è periodico e automatico e ricostruisce completamente la pagina. Se manca una persona in questa lista, sei pregato di non aggiungerla, ma accertati piuttosto che la sua voce biografica contenga il template Bio e che i dati anagrafici siano correttamente compilati. Se il template Bio manca, inseriscilo tu stesso o, in alternativa, metti l'avviso {{tmp\|Bio}} che ne segnala la mancanza. Se i dati riportati sono sbagliati, correggi direttamente la voce biografica; le modifiche saranno visibili in questa lista entro pochi giorni. Per chiarimenti vedi il progetto biografie. La lista contiene solo le 9 persone che sono citate nell'enciclopedia e per le quali è stato implementato correttamente il template Bio. Pagina aggiornata al 26 feb 2025. |

- 1º marzo - Alfonso VII di León, sovrano († 1157)
- Corrado di Baviera, religioso e santo tedesco
- Fujiwara no Motohira, militare giapponese († 1157)
- Melisenda di Gerusalemme, sovrana († 1161)
- Sofia di Baviera, nobile tedesca († 1145)
- Sofia di Winzenburg, nobile tedesca († 1160)
- Ibn Tufayl, scrittore, filosofo e teologo arabo († 1185)
- William fitz Alan, nobile inglese († 1160)
- Ladislao II l'Esiliato, duca polacca († 1159)